# 104人力銀行
104人力銀行是台灣的網路人力銀行，1996年由楊基寬在失業兩年後創立，總部位在新北市新店區，並在台北市南京東路及民生東路、台中、新竹、高雄設有辦公室。
104人力銀行是台灣最早出現的網路人力銀行。最初是在公司網頁作為刊登履歷及職缺的求職平台，2011年起也推出了手機APP的求職平台。
104人力銀行曾獲得2023年TCSA台灣企業永續獎的人才發展領袖獎、社會共融領袖獎、資訊安全領袖獎、高齡友善領袖獎等獎項，以及同年《天下雜誌》「天下永續公民獎」100 強企業。

### 104希望基金會
104希望基金會是104人力銀行創辦人楊基寬所建立的基金會，2007年創立時原名「財團法人職場評鑑基金會」，後來希望基金會可以以職場、家庭平衡與兒少天賦為其宗旨，因此在2016年改名為104希望基金會。

## 外部連結
- 104人力銀行 （页面存档备份，存于）